# Коцюба, Наталья Владимировна
Наталья Владимировна Коцю́ба (род. 1954) — заслуженный экономист Республики Карелия, Председатель Палаты Республики Законодательного Собрания Республики Карелия (1998—2000).

## Биография
В годы учёбы в школе занималась в театральной студии Петрозаводского дворца пионеров и в клубе юных журналистов «Товарищ» при центральной республиканской газете «Ленинская правда».
После окончания школы, поступила на инженерно-строительный факультет Петрозаводского университета, откуда затем перевелась на заочную учёбу в Ленинградский инженерно-экономический институт имени П. Тольятти.
В 1974—1984 годах работала товароведом, старшим товароведом оптовой торговой базы «Хозторг» в Петрозаводске.
После окончания института, в 1984—1987 годах работала экономистом в Госплане при Совете министров Карельской АССР, была принята в члены КПСС.
В 1987—1990 годах — инструктор управления делами Совета Министров Карельской АССР, ведущий экономист Государственного планового комитета Карельской АССР.
В 1990—1995 годах — начальник отдела, заместитель председателя Государственного комитета Республики Карелия по управлению государственной собственностью.
В 1995—1998 годах — директор территориального агентства Федерального управления по делам о несостоятельности по Республике Карелия.
В 1998 году избрана депутатом Законодательного Собрания Республики Карелия II созыва, председателем Палаты Республики Законодательного Собрания Республики Карелия.
С 2000 года проживает в Москве.
В 2000—2004 годах — первый заместитель руководителя Федеральной службы России по финансовому оздоровлению и банкротству.
С 2004 года — президент некоммерческого партнёрства под эгидой РСПП «Межрегиональная саморегулируемая организация профессиональных арбитражных управляющих».